# Terry George
Terry George (født 20. december 1952) er en irsk manuskriptforfatter og instruktør, nomineret til Oscars to gange, første gang for I faderens navn og anden gang for Hotel Rwanda, som han også selv instruerede.

## Filmografi
- Inside Man 2 (2010), manuskriptforfatter
- Reservation Road (2007), instruktør og manuskriptforfatter
- Hotel Rwanda (2004), instruktør og manuskriptforfatter
- Hart's War (2002), manuskriptforfatter
- A Bright Shining Lie (1998), instruktør og manuskriptforfatter
- The Boxer (1997), manuskriptforfatter
- Some Mother's Son (1996), instruktør og manuskriptforfatter
- I faderens navn (1993), manuskriptforfatter